# Kazuo Ishiguro
Kazuo Ishiguro (oryg. 石黒 一雄 Ishiguro Kazuo, ur. 8 listopada 1954 w Nagasaki) – brytyjski pisarz japońskiego pochodzenia, laureat Nagrody Nobla w dziedzinie literatury za 2017.

## Życiorys
Urodził się w Nagasaki w Japonii, ale jego rodzina przeprowadziła się do Anglii w 1960, kiedy miał pięć lat. Obecnie mieszka w Londynie.
W 1986 otrzymał nagrodę Whitbread Award za swoją drugą powieść Malarz świata ułudy (An Artist of the Floating World), a w 1989 Nagrodę Bookera za trzecią powieść Okruchy dnia (The Remains of the Day). Za powieść Nie opuszczaj mnie (Never Let Me Go) był nominowany do Nagrody Bookera 2005.
Zasiadał w jury konkursu głównego na 47. MFF w Cannes (1994) oraz na 79. MFF w Wenecji (2022).

## Twórczość

### Powieści
W jego dorobku pisarskim znajdują się:
- Pejzaż w kolorze sepii (A Pale View of Hills, 1982, wyd. polskie - 1995)
- Malarz świata ułudy (An Artist of the Floating World, 1986, wyd. polskie - 1991)
- Okruchy dnia (The Remains of the Day, 1989, wyd. polskie - 1993 jako U schyłku dnia i ten sam przekład pt. Okruchy dnia – 1997)
- Niepocieszony (The Unconsoled, 1995, wyd. polskie - 1996)
- Kiedy byliśmy sierotami (When We Were Orphans, 2000, wyd. polskie - 2000)
- Nie opuszczaj mnie (Never Let Me Go, 2005, wyd. polskie - 2005)
- Pogrzebany olbrzym (The buried giant 2015, wyd. polskie 2015)
- Klara i słońce (Klara and the Sun 2021, wyd. polskie 2021)

### Opowiadania
- Nokturny (Nocturnes: Five Stories of Music and Nightfall, 2009, wyd. polskie - 2010)

## Adaptacje filmowe
Powieść Okruchy dnia w 1993 została zekranizowana pod tym samym tytułem. Reżyserem był James Ivory, a Anthony Hopkins zagrał postać kamerdynera Stevensa. Powieść Nie opuszczaj mnie została zekranizowana w 2010 pod tym samym tytułem przez Marka Romanka.